# COVID-19 в Эквадоре
Сообщалось, что пандемия COVID-19 появилась в Эквадоре 29 февраля 2020 года, когда женщина в возрасте 70 лет узнала о положительном результате на вирус. В апреле Эквадор был назван «эпицентром» пандемии в Латинской Америке. Город Гуаякиль был перегружен до такой степени, что тела оставались на улице. По состоянию на апрель 2020 года в Эквадоре получили распространение картонные гробы. Правительство планирует построить аварийные кладбища, чтобы захоронить тела, оставленные на улицах.

## Текущее количество случаев по провинциям[8]
| Провинция                     | Подтверждённые случаи | Подтверждённые смерти |
| ----------------------------- | --------------------- | --------------------- |
| Гуаяс                         | 5,417                 | 173                   |
| Пичинча                       | 646                   | 31                    |
| Лос-Риос                      | 240                   | 13                    |
| Манаби                        | 219                   | 32                    |
| Асуай                         | 192                   | 7                     |
| Эль-Оро                       | 166                   | 39                    |
| Каньяр                        | 104                   | 6                     |
| Чимборасо                     | 86                    | 18                    |
| Санта-Элена                   | 78                    | 5                     |
| Лоха                          | 72                    | 4                     |
| Санто-Доминго-де-лос-Тсачилас | 66                    | 9                     |
| Котопахи                      | 43                    | 8                     |
| Тунгурауа                     | 43                    | 6                     |
| Эсмеральдас                   | 41                    | 7                     |
| Боливар                       | 33                    | 2                     |
| Имбабура                      | 33                    | 3                     |
| Сукумбиос                     | 33                    | 1                     |
| Карчи                         | 26                    | 3                     |
| Морона-Сантьяго               | 21                    | 0                     |
| Пастаса                       | 14                    | 0                     |
| Галапагос                     | 12                    | 1                     |
| Напо                          | 8                     | 0                     |
| Орельяна                      | 6                     | 0                     |
| Самора-Чинчипе                | 4                     | 1                     |
| Эквадор                       | 7,603                 | 369                   |

## Общие сведения
12 января 2020 года Всемирная организация здравоохранения (ВОЗ) подтвердила, что новый коронавирус стал причиной респираторного заболевания в группе людей в городе Ухань (провинция Хубэй, Китай), о котором ВОЗ узнала 31 декабря 2019 года
Летальность от COVID-19 намного ниже, чем у SARS, пандемия которого произошла в 2003 году, однако заразность нового заболевания намного выше, что приводит к повышенной смертности.

## Хронология

### Февраль 2020
29 февраля министр общественного здравоохранения Эквадора Каталина Андрамуньо подтвердила первый случай SARS-CoV-2 в стране. Пациентом была семидесятилетняя женщина, гражданка Эквадора, проживавшая в Испании. Она прибыла в Гуаякиль 14 февраля. По словам Андрамуньо, у неё не было симптомов, когда она прибыла в страну. После её прибытия у неё начались повышение температуры и лёгкая мышечная боль. Она была доставлена в медицинское учреждение в тяжёлом состоянии. Более подробная информация о женщине и больнице, где она находится, не была раскрыта из-за мер безопасности. Также под наблюдением находились 80 человек, имевших контакт с заражённой женщиной.

### Март 2020
1 марта Андрамуньо объявила, что в Эквадоре было подтверждено 5 новых случаев коронавируса. 4 марта Министерство здравоохранения объявило о 3 новых случаях. Последний отчёт INSPI («Instituto Nacional de Investigación en Salud Pública») подтвердил в целом 14 положительных случаев.
8 марта Министерство здравоохранения Эквадора объявило в социальных сетях о новом случае заболевания коронавирусом в стране. Согласно заявлению, пациент заразился от контакта с первым подтверждённым случаем в регионе. В это время в стране было 15 подтверждённых случаев.
10 марта Министерство здравоохранения Эквадора объявило о двух новых случаях коронавируса в стране. Они зафиксированы в провинциях Гуаяс и Лос-Риос. Один из случаев связан с первым случаем в стране, а другой — с первым случаем в Парагвае.
По состоянию на 13 марта правительство подтвердило 23 случая. Сообщалось о случаях заболевания в Пичинче (5), Гуаясе (8) и Лос-Риосе (10). Правительство приостановило посещение занятий для студентов всех уровней. Кроме того, министр здравоохранения Каталина Андрамуньо сообщила о первой смерти (первый случай заражения в Эквадоре) во время пресс-конференции в Гуаякиле.
14 марта правительство Эквадора объявило о закрытии своих границ с 15 марта для всех иностранных туристов в связи с распространением коронавируса после того, как местные власти подтвердили вторую смерть от этой инфекции. Вице-президент Отто Сонненхольцнер в телевизионном заявлении заявил, что все воздушные, наземные и морские перевозки в Андскую страну будут запрещены. По его словам, граждане Эквадора и иностранцы, проживающие в Эквадоре, должны были вернуться до конца 16 марта. Эквадор на тот момент подтвердил 28 случаев заболевания коронавирусом, в том числе два смертельных случая, власти запретили любую публичную деятельность.
15 марта правительство подтвердило 37 случаев. В Гуаясе было 19 случаев, в Лос-Риосе — 10, в Пичинче — 6, в Сукумбиос 1 и в Асуай 1. Граждане Эквадора, Сальвадора, Перу и Чили оказались в бедственном положении в Международном аэропорту Бенито Хуареса в Мехико 16 марта из-за вируса. 58 случаев коронавируса были подтверждены в Эквадоре, в том числе новый случай в городе Манта, Манаби. В Гуаясе 38 инфицированных, в Лос-Риос 10, в Пичинче 7, в Сукумбиос 1, в Асуай 1 и Манаби 1.
Утром 17 марта правительство Эквадора подтвердило в общей сложности 111 положительных случаев.
По состоянию на 18 марта правительство Эквадора подтвердило в общей сложности 155 положительных случаев. Во второй половине дня правительство подтвердило 168 положительных случаев.
19 марта правительство подтвердило 260 положительных случаев заболевания, 481 — предполагаемое число случаев заболевания, 4 случая смерти и 3 случая выздоровления.
Утром 20 марта правительство Эквадора подтвердило в общей сложности 367 положительных случаев, 582 подозреваемых случая, 5 смертельных исходов и 4 случая выздоровления.
21 марта правительство подтвердило 532 положительных случая, 870 подозреваемых случаев, 7 смертельных случаев и 3 выздоровевших.
23 марта правительство Эквадора сообщило о 981 подтверждённом и 18 смертельных случаях.
24 марта эквадорская полиция приступила к демонтажу открытых рынков, чтобы ограничить объединение больших групп людей.
Во второй половине дня 30 марта министр здравоохранения Эквадора Хуан Себальос объявил, что 54 человека выздоровели.

### Апрель 2020 года
К 1 апреля система здравоохранения в провинции Гуаяс была перегружена, и в Эквадоре было зарегистрировано 52 случая смерти COVID-19 в Эквадоре. Трупы были оставлены на улице, так как местные похоронные бюро были неспособны справиться с такой большой нагрузкой.

## Комментарии
1. ↑  In total 700 bodies were recovered by authorities from homes in Guayaquil, amid a reported breaking point in Hospitals and Morgues  Архивная копия от 15 апреля 2020 на Wayback Machine Архивная копия от 11 апреля 2020 на Wayback Machine